# KC Spinelli
Natalie Rose Harrison (née le 1er juillet 1985) est une catcheuse canadienne, mieux connue sous son nom de ring de KC Spinelli.

## Enfance et Études
Harrison est née à Toronto, dans l'état de l'Ontario, et a grandi à Guelph, ou elle a fréquenté l'école secondaire College Heights. Se décrivant elle-même comme un garçon manqué, elle a participé à diverses activités sportives, notamment le ballet, la gymnastique, l'équitation, le baseball, le hockey, la ringuette, le karaté, le judo, le kickboxing mai tai et la lutte. En tant que lutteuse amateure de compétition à l'école secondaire, elle était assez douée pour atteindre les championnats de la Fédération des associations sportives scolaires de l'Ontario... avant de se fracturer le coude. Elle a étudié la menuiserie à l'université.

## Carrière de lutte professionnelle
En 2009, Harrison a commencée à s'entraîner à la lutte professionnelle auprès d'Artemis Spencer, Kenny Lush, Bomber Nelson Creed et Nicole Matthews. Son premier match a eu lieu la même année, où elle a fait équipe avec Veronika Vice contre Nicole Matthews et Enid Erkhart. Ses débuts en solo ont eu lieu en 2010 contre Tenille Dashwood,. Elle a adopté le nom de ring "KC Spinelli", dérivé du personnage d'Ashley Spinelli de la série télévisée La Cour de récré.
En 2011, Spinelli a été sélectionnée pour faire partie de la série télévisée World of Hurt, mettant en vedette Lance Storm comme entraîneur principal de l'émission. Son succès dans le programme lui a valu l'opportunité d'apparaître comme l'un des entraîneurs de la deuxième saison de la série, cette fois sous la direction du légendaire Rowdy Roddy Piper.
Spinelli a fait sa première apparition à Impact Wrestling lors de l'émission du 2 novembre 2017 où elle a été présentée dans le cadre d'un match par équipe avec Sienna contre Rosemary et Allie lors d'un spectacle de la structure Border City Wrestling. La semaine suivante, un autre match de Border City Wrestling a été diffusé – celui-ci en solo entre Spinelli et Allie. Le 30 novembre, elle faisait partie d'un match triple menace (combat de catch à trois lutteurs en un seul tombé) avec Laurel Van Ness et Madison Rayne dans le cadre d'un tournoi pour le titre féminin d'Impact, où elle a subi le tombé à la suite d'un Unprettier de Van Ness, qui par la-même s'est adjugée la victoire et le titre de Championne des Knockouts, à savoir la championne féminine de la structure. À la mi-2018, Harrison a commencé à incarner la Undead Maid of Honor, membre de l'entourage des Undead Bridesmaids de Su Yung. Ce personnage est distinct et n'a aucun rapport kayfabe avec Spinelli.
En 2020, Spinelli a commencée à s'entraîner à l'école Flatbacks Wrestling sous la tutelle de Shawn Spears et Tyler Breeze.
En 2023, Spinelli a participé à une compétition organisée par l'Académie de Lutte 2023 de Jacques Rougeau, où le grand prix était de 10 000 $ et trois mois de formation à l'école de lutte Nightmare Factory en Géorgie, à savoir l'école de Cody Rhodes et QT Marshall. Elle a atteint la finale de la compétition qui était un match avec elle et Kat Von Heez. Après le match, on lui a demandé si elle était à l'aise avec le partage du prix en argent, mais elle a refusé car elle estimait que le partage du prix en argent était injuste, car les concurrents masculins n'étaient pas obligés de le faire. En conséquence, Von Heez a été déclarée seule gagnante chez les femmes,.

## Vie privée
Harrison a déclaré  se considérer comme féministe, déclarant dans une interview "Je brûlerais un soutien-gorge si je n'en avais pas besoin." 

## Championnats et accomplissements
- Acclaim Pro Wrestling

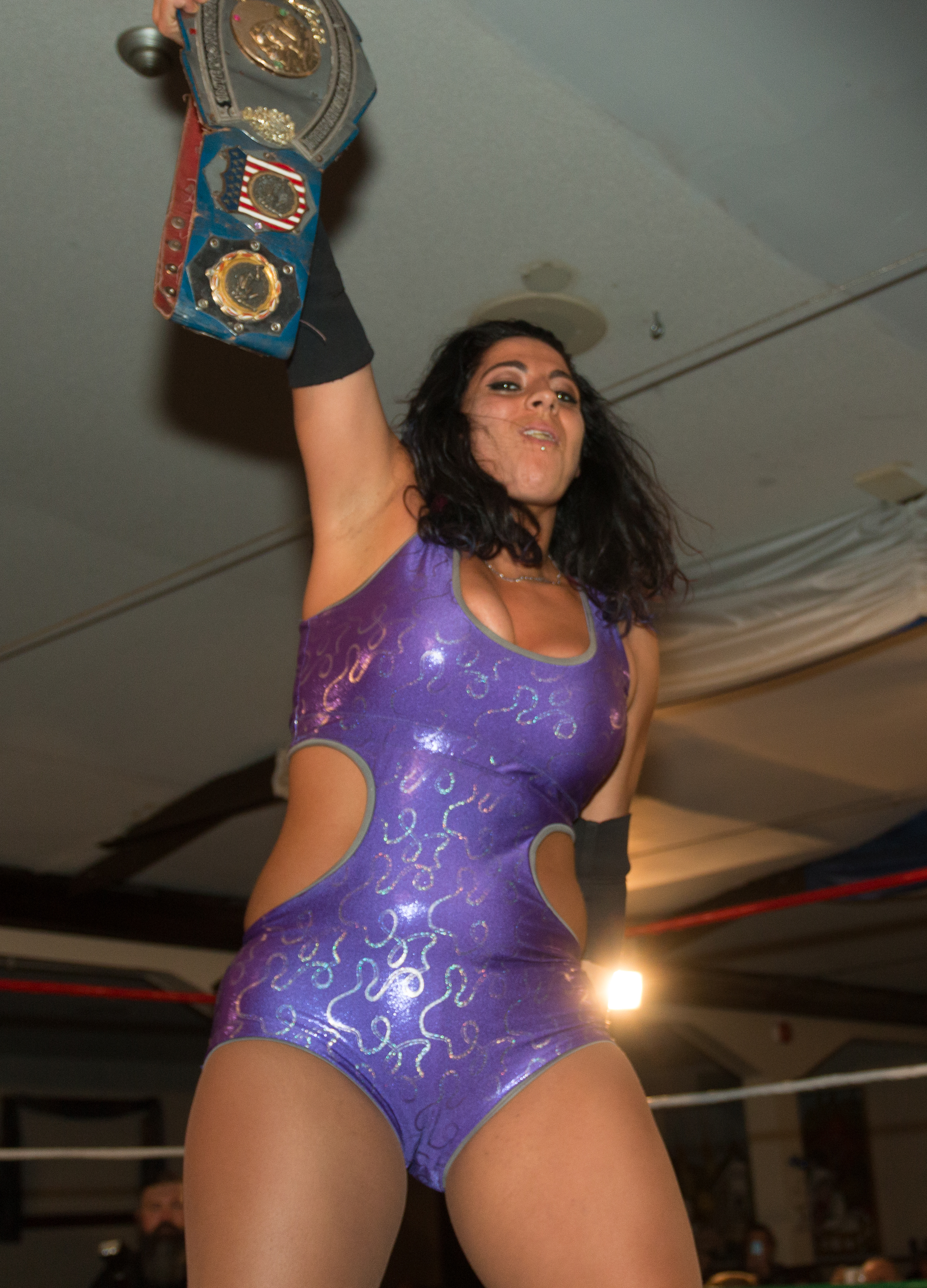
Spinelli posant avec le championnat féminin PWA Elite en 2014.

  - Championnat féminin APW (1 fois) [10]
  - Championnat APW Tag Team (1 fois) [11]
- British Empire Wrestling
  - Championnat féminin BEW (1 fois, actuel)
  - Grand Prix International (2018)
- Crossfire Wrestling
  - Championnat féminin CW (1 fois) [12]
- Elite Canadian Championship Wrestling
  - Championnat féminin ECCW (1 fois) [13]
- Pro Wrestling Illustrated
  - Classée n° 45 parmi les 50 meilleures lutteuses en simple du PWI Female 50 en 2016 [14]
- Pure Wrestling Association
  - Championnat féminin PWA Elite (1 fois) [15]
- Rebelution Women's Wrestling
  - Championnat du monde Rebelution (actuel)
- Steel City Pro Wrestling
  - Championnat féminin SCPW (1 fois) [16]
- SMASH Wrestling
  - Médaillé d'or de la CANUSA Classic** (avec Équipe Canada) (1 fois)